# 2019冠狀病毒病輿論戰爭議
2019冠状病毒病輿論戰爭議，介绍2019冠状病毒病期間与輿論戰相关的爭議，其中中國成為全球多個國家舆论战的指责對象。

## 对中国大陆的指责

### 美國
著有《網路安全與網路戰爭》一書的現代戰爭專家P·W·辛格，指控中國此次展開的輿情戰，是極權者慣用的手法：審查、轉移焦點、謊言。
美國新聞網站ProPublica在2020年3月26日發佈調查報道，自2019年8月以來追蹤了超過1萬個疑似虛假的Twitter帳戶，這些帳戶部分是黑客盜用得來，而它們都有份協助中國政府，在網上打輿論戰。這些假帳戶在去年香港反對逃犯條例修訂草案運動期間，持續反對香港示威活動；到了2019冠状病毒病疫情暴发後，就改為發表中國抗疫有功的言論。報導又提到，中國網軍將個別帖文推上熱門，有部分歐美帳戶被盜用後突然以中文發言。另外，現時居於澳洲的中國畫家「巴丟草」也曾受到邀請。
美國國務院負責分析和反制外國宣傳的全球參與中心協調員嘉布瑞爾於接受法新社訪問時表示，中國利用開發中國家透過網路散布陰謀論、帶風向指控美國涉及引發2019冠状病毒病疫情大流行，但成效不大，然後多轉為宣揚自家抗疫政績。嘉布瑞爾又指，中國「費盡心思」要在社群媒體上帶風向，要「說服人們，中共在提供援助方面表現得相當盡責」。
2020年3月，《報導者》專訪加拿大公民實驗室（Citizen Lab）及中國「武漢人間」資料庫的管理者等資料來源，發現中國政府以在社交媒體上封鎖關鍵字及刪去民眾的求助訊息去控制輿論，而行動早在因感染2019冠状病毒病病逝的醫師李文亮提出武漢警告後就開始。被封閉的關鍵字包括「不明沙士」、「隱瞞SARS疫情」、「武汉封锁疫情」等。其後，就連台灣的口罩禁止出口政策，香港林鄭月娥不肯封關、香港醫護人員罷工，或其他官媒用字、客觀事實也都成為被封的字眼。
美國外交關係委員會亞洲研究負責人易明（Elizabeth C. Economy） 接受紐約時報專訪時表示，隨著新型冠狀病毒在全球傳播，中共中央總書記習近平面臨國際社會的審視跟批評，大打輿情戰，需要重塑形象，避免面對國際社會要求公開真相。
美國國務卿麥克·蓬佩奧於3月25日，七大工業國組織（G7）防疫會議後表示，G7會員國都認同中國在新冠病毒疫情方面「散播假消息」有，但對於美国国务卿蓬佩奥堅持要求將「武漢病毒（Wuhan Virus）」寫入公報，則未能取得共識，會議因此未能發表聯合公報。
2020年2月3日，《華爾街日報》刊登《中國是真正的亞洲病夫》（China Is the Real Sick Man of Asia）一文，內容提及後文章指責中國官方掩蓋疫情真相，防疫救援行動遲緩，應對疫情的方法是「秘密的，自私的」。
2020年4月，美國參議員玛尔塔·麦萨利接受美國福斯财经网訪問時，亦斥責世衛組織總幹事譚德塞一直幫助中國隱瞞新冠病毒疫情，導致全球民眾的不必要死亡，要求譚德塞立即辭職下台。
約翰霍普金斯大學社會學系及高等國際研究學院森費特政治經濟學教授孔誥烽，在香港立場新聞撰文更引述多方消息指出，中共政府隱藏疫情及製造假消息的行為，已經令全球各國悄悄地展開控告索償行動，要求中方對各國賠償損失。
2020年4月11日，香港《蘋果日報》及美國《華爾街日報》報導，研究網絡政策的美國「史丹福網絡觀測站」（Stanford Internet Observatory）發現自2月起大量中國官媒有關的賬號在不同社交媒體貼文大增，官媒也付費大打廣告，內容大多是宣揚中共應對新冠病毒的成績，散播湖北逾4萬醫護無人染疫等假新聞。曾擔任Facebook資訊安全總監的史丹福網絡觀測站總監史塔莫斯（Alex Stamos）表示，Facebook應禁止中國官媒購買政治宣傳廣告。
2020年4月，美聯社根據中國內部文件報導，中國領導人在北京遲了6天公佈肺炎疫情擴散的消息。其中一份備忘錄指出，國家衞健委主任馬曉偉在2020年1月14日與省級衞生官員舉行秘密電話會議，傳達中共中央總書記習近平、國務院總理李克強和副總理孫春蘭關於肺炎疫情的非公開指示。直至1月20日，習近平等才發出公開指示，要求民眾加強防疫。報導亦指出如果公眾在一週前被警告採取如保持社交距離、戴口罩和限制旅行等行動，病例最多可減少三分之二。

### 英國
英國每日郵報報導，英國高官對中國發放假消息、限制出口醫療防護裝備及殘酷對待動物的行為感到憤怒。又認中國的實際感染人數可能達中國官方數字的至少40倍。官員警告除非中國在武漢肺炎疫情過後大幅改革，否則或成為「流氓國家」，並要求重新審視中英的關係。英國保守黨人權委員會委員Luke de Pulford及英國保守黨人權委員會副主席、香港監察共同主席羅哲斯批評中國政府正試圖通過宣傳機構「洗白」，形容中國政府壓制真相發表、對國內的「吹哨者」滅聲、拘捕嘗試揭開真相的公民記者、驅逐美國具代表性傳媒機構的駐中國代表，以及在疫情暴发初期拒絕國際社會協助等，都是危害整個世界。兩人認為，中共政府隱瞞疫情的教訓是令西方社會知道中共是問題的一部份，而非解決問題的方法。
當地智庫「Henry. Jackson Society」的報告指出，中國多年來沒有好好限制野味銷售和進食，以及在瘟疫可以人傳人後至武漢封城前間，讓500萬人向世界不同方向逃走的行為，已經觸犯中方有份簽署的國際衛生條例，又指單是中方對七大工業國的賠償已經可以高達32,000億英鎊。
英國南安普頓大學（University of Southampton）進行，及後在國際權威學術期刊《自然》（Nature）刊登之研究，指中國當局在1月20日才承認病毒會人傳人，但武漢兩間醫院的醫生早在去年12月27、29日，已向中國疾病預防控制中心，通報病毒「具傳染性」。如果北京當局在得知武漢肺炎有傳染性後，第一時間「如實通報」，全球疫情擴散情況就能減少95%。

### 法國
- 法國居斯塔夫·埃菲尔大学傳播學講師黃釗，於社交媒體批評法國華文媒體的不適宜言論，指責這些記者受命於北京，在宣傳馬克龍政府的無能，籍此塑造北京在這次抗疫中的英雄形象。[18]
- 巴黎Pitié-Salpêtrière醫院前傳染病和熱帶病科主任，法國國家醫學科學院成員布里凱爾（François Bricaire）教授指，病毒情況並非中國人在他們的研究中所描述的那樣。而同行的克雷佩也指中國公佈的染疫人數存在問題。[18]

### 澳洲
- 2020年4月，聲稱已戰勝肺炎的中國，被指無視一眾專家建議，重開被指是病毒源頭的野味市場而備受評擊。其中，澳洲總理史葛·摩利臣在同月3日出席當地知名時事評論員瓊斯（Alan Jones）的電台節目時，直指對中國重開野味市場的行為難以理解，更直斥當時從野味市場散播的案例不只一宗，更加應該不要重開被指是源頭的市場，以保全球的衛生安全。衛生部長格雷格·亨特不但表示同意其說法，而且更直指野味市場是危險的傳染媒介，強調以保證國民作大前題下，哪怕是與某些國際組織立場（例如：世界衛生組織）相左，亦要對重開市場作出反調，而他更直言世界上大部分人都會有類似想法[23]。
- 澳洲參議員斯托克（Amanda Stoker）指出，世界各國可以向國際法庭提出訴訟，以類似紐倫堡大審判的方式，讓中國當局接受審判。[21]

### 台灣
- 中華民國行政院院長蘇貞昌在2020年3月23日在立法院受訪表示，如果中國一開始能夠不隱瞞疫情，世界早一點獲得警告，就不會危害得這麼厲害。[24]
- 2020年3月29日，日本喜劇演員志村健染疫逝世，但其逝世引發台海兩岸網友在中文維基百科上就病毒名稱「筆戰」，有不明人士在維基百科上標註志村因「台灣肺炎」不幸去世，引來台灣網民回擊，又改作「武漢肺炎」。民進黨立委王定宇在社交媒體上指，這是「維基百科五毛造假之亂」，又批評「中共就是這樣惹人厭惡」，不僅造假竄改歷史名稱，還要將負面名詞應掛在別人身上。其後，「台灣肺炎」或者是「武漢肺炎」等說法，均被「2019冠狀病毒病」一詞取代。[25]
- 2020年4月，世界衛生組織總幹事譚德塞指控台灣網民對其進行人身攻擊，及後台灣法務部調查局表示，查獲大陸網軍假冒台灣網民攻擊世界衛生組織總幹事譚德塞。[26]

### 香港
就央視新聞一度報導疫情去年11月或已在意大利流行，國際關係學者沈旭暉指責央視製作假新聞，將內文引述意大利專家的意思完全調轉，指如果中國及早向國內外公開疫情，世界各國都會對不同種類的肺炎更加警惕，做足防禦和應變措施，就不會像今天般措手不及。

### 馬來西亞
- 歌手黃明志就中國網民及政府堅持不應將冠狀病毒稱之為武漢肺炎，有及中國網民於網上攻擊其他國家網民作出反駁，指出像是馬堡病毒、伊波拉病毒、日本腦炎、德國麻疹、香港腳等疾病以地名命名，是紀念瘟疫暴发地點，去反思和吸取教訓，一點歧視都沒有。在1999年馬來西亞立百村暴发豬瘟死了幾百個人，整個瘟疫的暴发點就在立百村，病毒被命名為立百病毒，但馬來西亞人並不岐視立百村。提出立百村反而會用沉痛心情回憶起這場瘟疫，去反省當時有甚麼地方做得不好，及後政府也更嚴格的執行豬隻養殖的衞生管控。外國政府不是北京政府所管，無需根據北京政府規定的東西做事。[28][29]

### 緬甸
大主教兼亞洲主教聯合會議主席嘉禄·波要及中方最少要取消發展中各國對中國償還債務，以及要求中國領導人習近平需要就疫症帶來的損失向各國賠償及道歉。

### 印度
當地的大律師公會主席，兼國際法學家委員會會長艾迪思·阿格瓦拉去信聯合國人權理事會，要求調查中國政府在導致這場全球瘟疫的責任，並且要求其對這場瘟疫帶給全世界和印度的「生理、心裡、經濟和社會損害」作出賠償。

### 中國官方回應
就《中國是真正的亞洲病夫》一文，中國方面認定該文為「種族歧視言論」，並要求《華爾街日報》就此道歉，又要求5家美国驻华媒体（美国之音、纽约时报、华尔街日报、华盛顿邮报、时代周刊）申报所有人员、财务、经营、不动产信息等材料，并吊销3家美媒共12人的采访资格。
3月17日，中国驻美大使崔天凯大使接受AXIOS和HBO联合节目的采访，就新冠肺炎疫情、媒体关系、涉疆问题、中美关系等回答了记者乔纳森·斯旺的提问。期间崔天凯认为“病毒来自美国军方实验室”等谣言来自美国，并反驳“掩盖疫情三周时间”的说法，认为一开始人们对病毒知之甚少，“你不能仅因几个人发烧就认为应该警告整个世界出现了一种新病毒。”对李文亮事件，他反问：“整件事正在调查中。我们何不先等调查结束呢？”“李文亮医生也是中国共产党党员，你知道吗？”他还主张，“中方不是这场相互指责的发起者。”
針對西方對中國「通过抗疫援助搞宣传（propaganda）」的批評，中国外交部发言人华春莹在2020年3月30日反問：「他们是不是希望中国在这时候袖手旁观、无动于衷呢？或者他们认为自己可以比中国做得更多更好？」「我很想问问那些阴阳怪气说风凉话的人，他们到底为抗击疫情做了什么？」

### 其他異議
爱尔兰国立梅努斯大学中国研究中心主任吕洲翔認為，西方很多媒體在疫情開始時有選擇性地報道，指責中國「反應過度」「侵犯人權」，而忽視了防疫政策，將關注點从“公共卫生”引到了“政治批判”、“体制批判”和“文化批判”上，造成對疫情嚴重性的低估。直到後來疫情在西方国家快速惡化，西方才開始審視自己的防疫政策。
国务院发展研究中心世界发展研究所前副所长丁一凡以法国一篇声称“中国撒了两个月的谎”的報導為例，認為相關報導自相矛盾，是「出于意识形态宣传的需要」，並指出「有些法国媒体在讲到中国政府时，从来不用正常的词，而是故意用北京政权，或中国政权这样的称呼。」
2020年10月6日，據BBC援引皮尤研究中心的14國调查显示，平均有61%的人认为中国应对疫情不力，满意度低于受访者国家及国际世卫组织、欧盟等组织，滿意度僅高於美國。有84%的受訪者表示美国對疫情应对不足。

## 对美国的指责

### 中國大陸
中國大陸政府指責西方，特別是美國推動關於疫情的輿論戰，包括使用「污名化」的稱呼「亞洲病夫」和「中国病毒」。
針對美国国务卿蓬佩奥對中國資訊不公開、不透明的指責，以及美國疾控中心主任罗伯特·雷德菲尔德承认可能有流感死者可能實為新冠肺炎患者，中国外交部发言人赵立坚用中英双语发布推特，质问“零号病人何时在美国出现？有多少人被感染？医院的名字是什么？”并强调可能是“美国军人把疫情带到了武汉。美国要透明！要公开数据！美国欠我们一个解释！”。
2020年3月17日，美国总统特朗普在推特上称2019冠状病毒为“中国病毒（Chinese Virus）”，引发争议。有人留言批评特朗普是“美国病毒”，是種族歧視者。中国外交部发言人耿爽就此公开回应，表示“敦促美方立即纠正错误，并停止对中国的无端指责”。3月19日，特朗普在白宮出席疫情記者會時，被《華盛頓郵報》攝影記者博茨福德（Jabin Botsford）拍到其講稿上「冠狀病毒」一詞被墨水刪走，並改寫成「中國病毒」（Corona Virus）。直到3月24日，特朗普決定不再用「中國病毒」這一稱呼。
中國参考消息报社於2020年3月23日，發表評論，指美國對中國發起輿論戰，是為了掩蓋自身的防疫不力，「中方及时向美方提供了信息，开展了技术合作，而美国政府浪费了中国付出巨大代价争取到的宝贵窗口期」。
自2020年3月起，美國佛羅里達州的伯曼法律事務所開始提出集體訴訟，向邁阿密的聯邦法院遞交訴狀，指控中國政府瞒報疫情，不出一個月就有超過5000個美國公民加入訴訟作響應。對於此，中國外交部發言人華春瑩於同年4月12日在Twitter連發多篇帖文，反指中國已在兩個月前向美方通報疫情，指出中國在疫情訊息上透明度極高。同時，華亦強調中方已向美國提供必要的抗疫資助，使美國醫護人員得到充分保護，又指中國是在危難中拯救生命，又指對逝世的美國新冠患者心碎。而環球時報主編胡錫進更称美國是「國際流氓」，指美國正從3個方向持續攻擊中國，一是指控中國政府最初隱瞞疫情而導致危機失控，危害美國和世界；二稱中國隱瞞實際死亡數字，轉移美國死亡數驚人背後自身的責任；三是「旁敲側擊地鼓勵少數律師發起針對中國政府的訴訟」，搞「向中國索賠」的鬧劇，刺激美國社會的反華情緒，靠極端民族主義救駕。而面對國際對中國的各項指控，鍾南山12日在廣州政府新聞發布會上反駁稱數據沒有作假，又指之後大家就會看清事實。
。

### 美國國內
2020年3月18日，美国前国务卿希拉里·克林顿表示特朗普“正在滑向种族主义言论，想转移人们注意力，（掩盖）他未能及早认真对待病毒、广泛提供检测、为美国应对危机做好充分准备”。
3月21日，美國媒體《每日野獸》爆料，白宮試圖組織聯邦機構和官員批評「中國掩蓋疫情」、「製造全球大流行」，並將美國對2019冠状病毒病大流行的響應描繪成「非凡的人道主義（extraordinary humanitarianism）」。
4月13日，CNN发表长篇报道，列举了特朗普在白宫简报会以及其他场合多次连篇累牍地发表的有关疫情的虚假和误导性的言论，对此，耶鲁大学公共卫生学院微生物疾病流行病学系助理教授格雷格·贡萨尔维斯在谈到这些说法时说：“他（特朗普）在撒谎，他撒谎是因为他试图把责任推给别人，即使这种尝试完全是无稽之谈。”
4月24日，美国媒体政客 (媒体)爆料，美国共和党参议院全国委员会（NSRC）已向共和党的竞选团队发送了一份详细的、长达57页的备忘录，由共和党高级战略家布雷特·奥唐纳撰写，他曾为美国国务卿迈克·蓬佩奥和阿肯色州参议员汤姆·科顿（Tom Cotton）提供咨询。这份备忘录建议共和党候选人在宣传中通过积极攻击中国来解决冠状病毒危机，包括从如何将民主党候选人与中国政府联系起来到如何处理种族主义指控等方面的建议。它强调了三条主要的宣传路线：中国「因为掩饰」造成了病毒传播；民主党「对中国手软」；共和党将「推动对中国的制裁，因为中国在传播这一流行病方面有责任」。4月17日的备忘录建议候选人称「冠状病毒是中国人的造成的，随后中国又进行了掩盖，造成数千人丧生」。该文件敦促候选人在回答任何有关该病毒的问题时，坚持不懈地传达反对中国的信息，当被问到冠状病毒的传播是否是特朗普的错时，建议候选人以指责中国作为回应。备忘录说：「不要为特朗普辩护，除了中国旅行禁令」。共和党人表示，他们计划将中国作为2020年竞选活动的中心。特朗普的连任竞选团队最近发布了一个网络视频，将拜登描绘成与独裁国家相处融洽。亲特朗普的「‘美国第一’政治行动委员会」已经发布了几则电视广告，将拜登与中国捆绑在一起。奥巴马的顾问说，民调显示，针对中国的攻击将是有效的，而竞选连任也使主要的电视广告宣传活动聚焦在这个话题上。NRSC的备忘录显示，共和党人也急于让中国成为选票下降的原因。这本书是由参议院共和党竞选部门分发的，但并没有明确由委员会起草或为委员会起草。这份备忘录还包括了共和党候选人在被问到「是否将这一流行病归咎于中国」时该如何回应的指导。他们敦促候选人回应说，「没有人在责怪华裔美国人。这是中国共产党掩盖病毒、谎报其危险的过错。这导致了大流行，应该追究他们的责任。」备忘录还说：「没有人比中国人民更遭受中国共产党的独裁统治」，「我们与他们站在一起，反对导致这场流行病的腐败政府」。
4月29日，美國媒體波士頓環球報發表文章，批評美國政府與媒體通過輿論導向來轉移民眾對政府抗疫措施的不滿。文章还稱「昨天似乎还是俄罗斯要对世界上所有的弊病负责。现在我们可以忘掉它了。在我们国家的宇宙观中，一种新力量已经取代了俄罗斯。我们不断地寻找敌人，从而产生了一种新的舆论：无论发生什么坏事，都是中国做出來( 幹出來)的。」「最新发出的声音在语气和内容上和旧的没什么不同，只不过是把‘俄罗斯’一词替换成了‘中国’」。文章还指出美國的总统竞选已经「演变成一场比拼谁对中国更恶毒的比赛」，認為美國政府已經習慣性把任何困扰美國的问题都归咎于外国人。
5月4日，美國媒體華盛頓郵報發表文章，批評特朗普不應把政府應對冠状病毒的失败归咎于中国。文章同時認為美國政府要求惩罚或要求中国为应对冠状病毒大流行提供经济补偿的做法是荒謬的，並以西班牙流感為例，稱「世界各国是否应该惩罚美国，并要求美國对西班牙流感的傳播作出赔偿？」

### 英国
2020年4月21日，英国杂志新政治家发表评论员文章，文章揭露在过去几周里，具有法轮功背景的媒体大纪元一直在向伦敦、布拉德福德、萨顿、西萨塞克斯、威根及其周边城市的议员们和当地政府官员们发送疫情相关错误资讯。这些议员收到来自具有法轮功背景的媒体大纪元的电子邮件，邮件中称，中国隐瞒冠状病毒疫情时间长达六周。电子邮件还谈到了病毒的来源，并链接到该报（大纪元）的最新电子版，文章要求将新冠病毒改名为「CCP Virus」（中共病毒）。邮件链接指向一部长一小时的纪录片，讲述的是全球疫情大流行背后的所谓「幕后真相」。还有议员反映说，尽管他们没有直接从大纪元那里收到相关内容，但他们及其同僚收到了貌似由选民发来的相同内容的电子邮件，邮件引用了大纪元关于新冠状病毒的观点。这些电子邮件敦促议员们对该报的「发现」进行调查，并要求将新冠状病毒重新命名，以「反映其本源」。发给英国议员和政府官员的电子邮件是通过电子邮件营销商Mailchimp发送的，这些议员从电子邮件营销商获知，他们曾在大纪元网站进行注册并订阅。然而，接受采访的议员们表示，他们之前对该报闻所未闻，更没有在其网站上注册过，尚不清楚大纪元是以何种方式获得了议员们的私人邮箱。文章还援引了美国全国广播公司的调查，调查显示大纪元在脸书上投入150万美元打了1.1万个亲特朗普的广告。由于有违脸书政治透明度规则，大纪元被禁止在脸书上投放广告。之后，大纪元转而在YouTube上发布广告，部分YouTube用户举报说，该报的广告令人不胜其烦。调查还表示，大纪元在YouTube上的广告支出甚至超过纽约时报华尔街日报和福克斯新闻等媒体。文章最后评论认为，大纪元等一些法轮功背景的媒体企图借新冠肺炎疫情误导信息在英国蔓延之时取得立足之地。

### 美國官方回應
對於因「中國病毒」的用語招致的「種族主義」等批評，特郎普本人予以否認，表示「完全不是種族主義」。白宮在推特上為「中國病毒」的稱呼辯護稱：「西班牙流感、西尼羅河病毒、寨卡病毒、埃博拉病毒，都是以地點命名。在媒體虛偽的憤怒之前，甚至CNN都將其稱為『中國冠狀病毒』」。
特朗普曾使用「中國病毒」一詞，及後回應是要強調病毒是源自中國，他本人不滿中國散播病毒是由美軍傳到中國的陰謀論，認為這說法是污名化美軍。
美国宣布将5家中国主流媒体（新华社、CGTN、中国国际广播电台、中国日报、人民日报）驻美机构列为“外国使团”，限制其人数并于3月中旬驱逐60名中国记者。

## 联邦政府对美国国内舆论战
2020年3月27日白宫例行记者发布会上，特朗普表示华盛顿州和密歇根州州长应该学会感恩，「我想要他们（州长）做到的异常简单，我要他们学会感恩。我不想听他们说那些不真实的事，我要他们感恩，我们（联邦当局）做的很好。」，并告诉副总统彭斯不要去联系那些不懂「感恩」联邦政府的州长，「如果他们不好好对你 ， 我就不打电话 。」「不要给华盛顿州州长打电话了，打了就是浪费你时间。也不要给密西根州的那个女的（指州长惠特默）打电话了，打了也是白打。」
4月10日，白宫官方网站发表评论，表示联邦政府每年花费大约2亿美元让美国之音来完成「‘讲述美国的故事’和‘清晰有效地向全球人民介绍美国的政策’的使命」，而在新冠肺炎疫情期间却「经常为美国的对手说话，而不是为美国公民说话。」，认为美国之音「放大了北京的宣传」。白宫方面同时评论「记者应该报道事实，而不是宣传」，并表示「美国之音称中国的武汉封锁是一个成功的‘模式’，被世界许多国家效仿，然后在推特上发布了共产党政府庆祝隔离结束（即武汉解封）的灯光秀视频，这放大了北京的宣传。」在白宫发表此篇评论之前，白宫社交媒体主管丹·斯卡维诺（Dan Scavino）4月9日又对美国之音进行了抨击，他在推特上称美国之音为「耻辱」。对于这些批评，美国之音总编辑阿曼达·贝内特表示「像美国之音这样的公费独立媒体和国家控制的媒体之间的一个重大区别是，我们可以自由地展示问题的所有方面，而且实际上我们是按照美国之音宪章中的法律授权这样做的」。阿曼达·贝内特在一份长篇声明还表示「美国之音在许多报道中也强调了中国在应对病毒方面的不足。美国之音和其他几家美国新闻机构实际上被禁止在中国工作，但美国之音继续从中国国内报道和广播新闻。」
4月13日，特朗普在白宫的例行简报会上播放了一则宣传短片，短片内容从正面的角度总结了特朗普政府的抗疫表现。短片宣传，特朗普采取了“决定性举措”，领导美国抗击新冠肺炎疫情。视频以时间轴的形式，以关键事件为时间节点，列举了特朗普从1月7日至今的“抗疫成就”。短片中后段还截取了纽约州州长安德鲁·科莫的一段发言，强调各州州长都“十分感谢”联邦政府在抗疫中的表现。对此，CNN就在直播到特朗普播放宣传短片时，突然切掉了信号。CNN主播约翰·金同时表示：“用纳税人的钱在白宫简报会上播放一段吹嘘视频真是一大‘创举’。”而CNN直播画面下方的新闻横标题，也立刻改成了：“愤怒的特朗普将简报会改成宣传会”、“特朗普拒绝承认任何错误”、“特朗普发表‘特别工作简报’，试图篡改自己应对疫情的黑历史”、“特朗普就其忽视病毒警告的报道愤怒回应”。与此同时，MSNBC也同样切掉了播放宣传片时的直播信号，而立场比较倾向特朗普的福克斯新闻从头到尾对简报会进行了直播。
4月27日，贾里德·库什纳在接受福克斯新聞專訪時表示「我认为我们已经採取了所有必要的行動，联邦政府迎接了挑战，这（美國抗疫）是一个偉大的成功故事」，對此，華盛頓郵報評論稱「在这个‘伟大的成功故事’中，超过100万美国人感染了COVID-19，5.9万人死亡，远远超过地球上任何其他国家」，認為无论美国死亡病例出现怎样的增长，美国政府和特朗普竞选团队从现在到2020年11月大选期间也会继续坚称抗疫工作起到了正面效果，報導还指控川普和白宫通过權力控制言论来捏造「抗疫成功」的故事。

## 媒体舆论战
2020年10月16日，英国外交大臣多米尼克·拉布和外交事务委员会主席托馬斯·圖根達特等政要评批俄罗斯正进行一场诋毁牛津大学科学家正在开发的冠状病毒疫苗的虚假宣传运动，理由是俄罗斯国家电视台在新闻节目中，将阿斯利康疫苗描述为「猴子疫苗」（monkey vaccine），目的是希望出售自己生产的卫星5号疫苗，进而散布有关欧洲和美国新冠疫苗的虚假信息。英国《泰晤士报》也启动一项调查，表明这些图像是一个由俄罗斯国家官员、媒体人物和匿名中间人组成的网络，一直在策划一场虚假信息运动，以破坏人们对牛津大学和阿斯利康正在开发的疫苗的信任。同时网络上也开始流传一些匿名账户利用各种各样修改后的图片和视频，用来抹黑阿斯利康疫苗。俄罗斯驻伦敦大使馆否认俄罗斯政府参与了这些虚假宣传活动，并告诉《泰晤士报》，阿斯利康在俄罗斯联邦非常有名并受到尊重，表示这是为了抹黑俄罗斯抗击疫情的努力和英国在这一领域建立的良好合作。美国CNN翻查俄罗斯的报导，证实「猴子疫苗」曾被俄罗斯官方媒体使用，而在阿斯利康宣布暂停的两天后，俄罗斯官方媒体上出现了一些描绘猴子的粗略图片，标题包括「猴子疫苗很好」和类似的梗。俄罗斯新闻社曾于9月10日发表了一篇题为「西方为何输掉疫苗竞赛：俄罗斯已被曝光 」的社论时，包含四幅关于猴子疫苗的漫画。12月28日，欧盟外交和安全政策高级代表埃米尔·博雷尔在比利时布鲁塞尔举行欧盟外交部长会议后出席新闻发布会上，指责俄罗斯传播新冠疫苗的虚假信息以出售其生产的疫苗。埃米尔·博雷尔在一篇博客上写道：「西方的疫苗开发商在多语种的俄罗斯国家控制的媒体上被公开嘲笑，这在某些情况下导致了疫苗会把人变成猴子的荒谬说法」。埃米尔·博雷尔补充说：「这种说法显然是针对俄罗斯想出售自己的疫苗的国家，卫星5号」。莫斯科再次否认这些指控，并指卫星5号疫苗是被外国支持的虚假信息活动所针对的。
2021年1月15日，中国《环球时报》社评评论挪威23名老人在注射辉瑞疫苗死亡后，质疑英文主流媒体机构并未在第一时间报道此事，是故意淡化上述死亡事故，并批评美英等主流媒体带头给疫苗贴上地缘政治标签，在疫苗问题上采取双重标准，通过宣传实力抬辉瑞疫苗，以打击中国产疫苗。中国国际电视台主持人刘欣同日在推特转发挪威接种辉瑞疫苗导致老人死亡的新闻，称「真的没有任何大型的美国、欧洲新闻机构报道这件事么？我想能看到这个消息的不止我一个。试想一下，如果这13个人接种的是中国疫苗，这个头条新闻将到处都是！」1月16日，刘欣再次在推特引述两则新闻报道发文称：「我不能独立确认，但消息令人不安：有十人在德国注射BionTech/辉瑞疫苗数天后死亡」，推文中也标记了英国广播公司（BBC）、美国有线新闻网（CNN）、美联社和路透社。同日，社交网络Facebook上流传在挪威接种辉瑞疫苗后「美国媒体保持沉默」和「23名老年人死亡」两篇文章。
中国《环球时报》随后接连发表中国疫苗被越来越多国家，特别是发展中国家青睐，许多领导人已经或表示要接种中国疫苗和挪威33名老人接种辉瑞疫苗后死亡，订了1000万剂的澳大利亚开始担心了的社评，并称辉瑞疫苗是不可靠的供应商。被视为是吹捧中国自身生产的新冠疫苗，同时贬低竞争对手的疫苗的政治宣传。
2021年1月19日，美国有线新闻网（CNN）批评中国正通过危险的虚假宣传来打击美国疫苗的舆论。指中国国家主席习近平去年在世界卫生大会上发表讲话时呼吁在发展新冠病毒疫苗方面，“团结与合作”是应对大流行的“最有力武器”。然而，当中国生产的疫苗对新冠病毒注射的功效面临质疑时，其宣传机构却选择攻击其他疫苗这个危险的游戏。并对有关「媒体保持沉默」的问题回应，指无论是在中国，美国还是在世界任何地方，记者都有充分的理由不急于报道与疫苗有关的死亡。例如一些疫苗被批评过度夸大对疫苗的过敏反应或报道最近接种过疫苗的人的死亡，但不代表与注射疫苗有任何联系。1月20日，路透社事实调查小组发布社评反驳，指媒体对死亡「保持沉默」的说法是不准确的。称当帖子上传时，死亡人数已由彭博社、美联社、澳大利亚第7新闻网报道。法国观点周刊同日刊文批评中国诋毁辉瑞疫苗是转移对自身疫苗受到质疑的做法。
1月21日，德国《明镜周刊》针对中国国际电视台主持人刘欣1月16日称「有十人在德国注射BionTech/辉瑞疫苗数天后死亡」的推文，刊文评论中国制药业在与辉瑞疫苗和Moderna疫苗上的竞争中处于落后状态，其官方媒体正试图散布有针对性的虚假信息，以扭曲竞争。同日，中国《环球网》指责西方媒体搞错关注点，无端指责刘欣依据实际情况在社交媒体上发的推文，并指清者自清，浊者自浊。面对西方无端污蔑，中国媒体只用事实说话。
1月24日，《慕尼黑水星报》 引述《明镜周刊》的评论，刊文指中国官方媒体正散布有关德国的虚假新闻和攻击德国疫苗。认为中国国际电视台主持人刘欣的推文为虚假新闻，是一种转移性的动作，以显示中国的疫苗光芒四射，西方的疫苗则不行。《焦点周刊》刊文中国在疫苗竞赛中已经失败，但中国正在耍花招，针对德国BionTech和美国辉瑞共同研制的疫苗，散布虚假信息，以破坏人们对该疫苗的信任，转移人们对中国自己生产的疫苗的注意力。《法蘭克福評論報》刊文批评中国正试图通过虚假宣传，质疑其他疫苗的有效性和安全性，以达到宣传自身疫苗的有效性。称尽管来自多个国家的研究表明，中国的疫苗不如其他竞争产品有效，中国研发的疫苗也在研究中显示出比竞争对手的效力略低，并批评刘欣的推文指「媒体报导沉默」是散布虚假信息。同时批评刘欣的推文是中国进行疫苗竞争的一部分，目的是针对Biontech / 辉瑞疫苗的虚假宣传活动主要是为了使自己的产品更受关注，从而促进国际营销。
2021年4月9日，欧盟信息通报部门（歐洲對外事務部的一部分）发布的欧盟研究报告称，从2020年12月至2021年4月，俄罗斯和中国的疫苗外交“遵循零和博弈的逻辑，并结合了虚假信息和操纵努力，破坏了对西方制造疫苗的信任，并在报告中援引了俄罗斯的100个造假例子。克里姆林宫和北京对此否认欧盟的虚假信息指控。
2021年6月7日起，中国一批自媒体疯传「遭打脸！意大利承认疫情早于中国」、「突發！意大利首腦剛剛承認新冠內幕，全球嘩然」、「今晨，意大利總理首次承認，意大利新冠病流行早於中國半年！」、「意大利總理首次承認：新冠病人早半年在中國爆發」等为标题的文章，指意大利總理馬里奧·德拉吉承认新冠肺炎病毒，早于中国爆发疫情前半年已经流行，意大利总理的自杀式发言，当场戳破了美国当局的虚伪面具。又指美国德特里克堡附近早于中国前一年就已爆发疫情流行，表示有俄罗斯专家建议中俄调查美国在世界各地的实验室。結果遭意大利驻中使馆与中国驻意大利使馆皆發文駁斥是假新聞。意大利驻中使馆于7日通过微博辟谣，表示某些社交媒体上出现了一些文章，错误且毫无事实依据地引用了意大利共和国总理有关新冠疫情源头的言论，并坚决强调文章中涉及总理言论的内容完全是谎言，没有任何根据。中国驻意大利使馆微信公众号9日发文提醒国内一些自媒体，意大利领导人从未做过此类表态，意广播电视公司亦未有类似报道，提醒广大网民不要误信、误传此类虚假消息。
2021年8月10日，瑞士驻华大使馆官方微博针对多家中国媒体报道瑞典生物学家“Wilson Edwards”发帖“指责美国向世卫组织施压，让病毒溯源工具沦为政治工具”进行澄清，表示瑞典没有登记该名字的公民，且报道援引的社交媒体账号7月24日才开通，至今只发表一条贴文，怀疑该帐号并非用作社交。网友指出，由新华社主管主办的参考消息最早于7月31日转载了这篇出自“南太平洋之声广播电台”的报道文章。声明发布后，之前转载文章的中国中央电视台、新华社、人民日报、环球时报、观察者网迅速删文。环球时报总编辑胡锡进认为“Wilson Edwards”是生物学家出于安全目的而使用的化名，这证明美国对病毒溯源问题的打压太严厉，“没有人或者很少有人敢使用真名说真话”。

## 其他評論
2020年3月19日，世界卫生组织卫生紧急项目负责人迈克尔·瑞安表示，“一直以来我们传递的信息就很清晰，病毒没有国界，不区分种族肤色和财富。我们在语言使用上要小心，应避免把病毒同个人联系在一起。我相信任何人都会后悔把病毒同种族联系在一起，这是所有人都不希望的，我们需要团结合作。2009年（H1N1）流感大流行是始于北美，我们也没把它称作北美流感。所以当遇到其他病毒时，我们采用同样的（命名）方式，避免同地域联系。我们要求每个人在这一刻都抱有团结的想法，这是需要事实并一起抗击病毒的时刻，而不是责怪谁。我们现在要确认所需要做的事情，从而确定地快速前进，同时避免将病毒同种族或其他领域相联系的表达。”
3月20日，新加坡總理李顯龍在接受CNN的直播採訪時，呼籲中美兩國停止互相指責，並期望特郎普政府能承擔領導角色，否則各國將「轉向他處」。
《時代雜誌》2020年4月6日刊登的一篇文章《中美就COVID-19相互指責殃及所有人》（China and America’s Blame Game Over COVID-19 Hurts Everyone）認為，中美之間的敵意顯然不是疫情時開始的，早在特朗普政府發起貿易戰和科技戰起就有端倪。儘管中國的控制疫情的成功以及早期的隱瞞疫情，乃至過去在SARS期間隱瞞疫情，都是事實，但對這些事實進行指責在當下並不能拯救人命或緩解經濟問題。兩個大國與其相互指責，應當共同「滅火」。